# Tito Okello (calciatore)
Tito Okello (Gulu, 7 gennaio 1996) è un calciatore ugandese naturalizzato sudsudanese, attaccante dell'Abelashhar e della nazionale sudsudanese.

## Carriera

### Club
Ha giocato nella prima divisione dei campionati ugandese, tanzaniano, di Macao, keniota, iraniano, indonesiano e libico.

### Nazionale
Esordisce in nazionale il 12 novembre 2020, disputando da titolare la partita di qualificazione alla Coppa d'Africa 2021 persa per 1-0 sul campo dell'Uganda; il successivo 16 novembre gioca poi una seconda partita di qualificazione alla Coppa d'Africa, sempre contro l'Uganda, nella quale segna la rete del definitivo 1-0 in favore della sua squadra.

## Statistiche

### Cronologia presenze e reti in nazionale
| Cronologia completa delle presenze e delle reti in nazionale ― Sudan del Sud | Cronologia completa delle presenze e delle reti in nazionale ― Sudan del Sud | Cronologia completa delle presenze e delle reti in nazionale ― Sudan del Sud | Cronologia completa delle presenze e delle reti in nazionale ― Sudan del Sud | Cronologia completa delle presenze e delle reti in nazionale ― Sudan del Sud | Cronologia completa delle presenze e delle reti in nazionale ― Sudan del Sud | Cronologia completa delle presenze e delle reti in nazionale ― Sudan del Sud | Cronologia completa delle presenze e delle reti in nazionale ― Sudan del Sud |
| Data                                                                         | Città                                                                        | In casa                                                                      | Risultato                                                                    | Ospiti                                                                       | Competizione                                                                 | Reti                                                                         | Note                                                                         |
| ---------------------------------------------------------------------------- | ---------------------------------------------------------------------------- | ---------------------------------------------------------------------------- | ---------------------------------------------------------------------------- | ---------------------------------------------------------------------------- | ---------------------------------------------------------------------------- | ---------------------------------------------------------------------------- | ---------------------------------------------------------------------------- |
| 12-11-2020                                                                   | Kampala                                                                      | Uganda                                                                       | 1 – 0                                                                        | Sudan del Sud                                                                | Qual. Coppa d'Africa 2021                                                    | -                                                                            | 80’                                                                          |
| 16-11-2020                                                                   | Nairobi                                                                      | Sudan del Sud                                                                | 1 – 0                                                                        | Uganda                                                                       | Qual. Coppa d'Africa 2021                                                    | 1                                                                            |                                                                              |
| 12-3-2021                                                                    | Nairobi                                                                      | Kenya                                                                        | 1 – 0                                                                        | Sudan del Sud                                                                | Amichevole                                                                   | -                                                                            | 82’                                                                          |
| 24-3-2021                                                                    | Omdurman                                                                     | Sudan del Sud                                                                | 0 – 1                                                                        | Malawi                                                                       | Qual. Coppa d'Africa 2021                                                    | -                                                                            |                                                                              |
| 29-3-2021                                                                    | Ouagadougou                                                                  | Burkina Faso                                                                 | 1 – 0                                                                        | Sudan del Sud                                                                | Qual. Coppa d'Africa 2021                                                    | -                                                                            |                                                                              |
| 6-10-2021                                                                    | El Jadida                                                                    | Sierra Leone                                                                 | 1 – 1                                                                        | Sudan del Sud                                                                | Amichevole                                                                   | -                                                                            | 23’ 49’                                                                      |
| 12-10-2021                                                                   | El Jadida                                                                    | Gambia                                                                       | 2 – 1                                                                        | Sudan del Sud                                                                | Amichevole                                                                   | -                                                                            | 58’                                                                          |
| 27-1-2022                                                                    | Dubai                                                                        | Uzbekistan                                                                   | 3 – 0                                                                        | Sudan del Sud                                                                | Amichevole                                                                   | -                                                                            |                                                                              |
| 31-1-2022                                                                    | Dubai                                                                        | Giordania                                                                    | 2 – 1                                                                        | Sudan del Sud                                                                | Amichevole                                                                   | -                                                                            |                                                                              |
| 23-3-2022                                                                    | Gibuti                                                                       | Gibuti                                                                       | 2 – 4                                                                        | Sudan del Sud                                                                | Qual. Coppa d'Africa 2023                                                    | 2                                                                            |                                                                              |
| 27-3-2022                                                                    | Giuba                                                                        | Sudan del Sud                                                                | 1 – 0                                                                        | Gibuti                                                                       | Qual. Coppa d'Africa 2023                                                    | -                                                                            |                                                                              |
| 4-6-2022                                                                     | Thiès                                                                        | Gambia                                                                       | 1 – 0                                                                        | Sudan del Sud                                                                | Qual. Coppa d'Africa 2023                                                    | -                                                                            | 75’                                                                          |
| 9-6-2022                                                                     | Entebbe                                                                      | Sudan del Sud                                                                | 1 – 3                                                                        | Mali                                                                         | Qual. Coppa d'Africa 2023                                                    | -                                                                            |                                                                              |
| 23-3-2023                                                                    | Brazzaville                                                                  | Rep. del Congo                                                               | 1 – 2                                                                        | Sudan del Sud                                                                | Qual. Coppa d'Africa 2023                                                    | 1                                                                            | 69’ 90’                                                                      |
| 27-3-2023                                                                    | Dar es Salaam                                                                | Sudan del Sud                                                                | 0 – 1                                                                        | Rep. del Congo                                                               | Qual. Coppa d'Africa 2023                                                    | -                                                                            | 78’ 81’                                                                      |
| 18-6-2023                                                                    | Il Cairo                                                                     | Egitto                                                                       | 3 – 0                                                                        | Sudan del Sud                                                                | Amichevole                                                                   | -                                                                            | 82’                                                                          |
| 8-9-2023                                                                     | Bamako                                                                       | Mali                                                                         | 4 – 0                                                                        | Sudan del Sud                                                                | Qual. Coppa d'Africa 2023                                                    | -                                                                            | 86’                                                                          |
| 12-9-2023                                                                    | Nairobi                                                                      | Kenya                                                                        | 0 – 1                                                                        | Sudan del Sud                                                                | Amichevole                                                                   | 1                                                                            |                                                                              |
| Totale                                                                       |                                                                              | Presenze                                                                     | 18                                                                           |                                                                              | Reti                                                                         | 5                                                                            |                                                                              |

## Palmarès

### Club

#### Competizioni nazionali
- Campionato macaense: 1

Benfica de Macau: 2018
- Campionato ugandese: 1

Vipers: 2019-2020